# Janowiec Wielkopolski
Janowiec Wielkopolski este un oraș în Polonia.